# ヨウコウ
ヨウコウ （陽光、学名: Cerasus ‘Yoko’）は日本原産の交雑種のサクラで、愛媛県に在住していた高岡正明がアマギヨシノ（天城吉野）とカンヒザクラ（寒緋桜）を交雑させて作出した栽培品種である。別名「陽光桜」。1981年（昭和56年）に種苗法により登録。

## 由来と特徴
高岡正明は第2次世界大戦中に学校教員であったが、戦後、戦死した生徒たちの冥福を祈って各地に桜を贈ることを思い立ち、環境適応能力が強いサクラを作出すべく、25年の試行錯誤の後に、寒さに強い日本のソメイヨシノに由来を持つアマギヨシノと台湾もしくは日本（参照）の暑さに強いカンヒザクラを交雑させて誕生させた。
樹形は広卵状で、ソメイヨシノより早く咲き、花は一重で大輪、鮮やかなピンク色となるのが特徴。てんぐ巣病や病害虫に強い樹勢強健な種とされる。
- 満開のヨウコウ
- 新宿御苑の散りかけのヨウコウ
- ヨウコウの花弁

## 関連作品
2013年（平成25年）、シンガーソングライターの茜沢ユメルが、ヨウコウの誕生秘話を後世に伝える音楽プロジェクトを開始した。
2015年（平成27年）2月に徳間ジャパンからシングル「Stay～さくらの花のように」（c/w「夢桜～あなたの希望になる～」）、2018年（平成30年）5月にシングル「風になって花と踊ろう」（c/w「さくら」「陽光桜～あの時の教え子たちへ」）をリリースしている。
2017年（平成29年）12月、東京・豊洲で行われた第四回新人監督映画祭の招聘部門で、茜沢が初監督を務めたインディーズ作品「陽光の木の下で」が上映された。
2015年には笹野高史主演で、高岡正明がヨウコウを誕生させる物語を描いた映画「陽光桜－YOKO THE CHERRY BLOSSOM－」が公開された。